# Катастрофа Ил-18 под Минеральными Водами (1977)
Катастрофа Ил-18 под Минеральными Водами в 1977 году — крупная авиационная катастрофа, произошедшая в ночь вторника 15 февраля 1977 года в районе города Минеральные Воды. Авиалайнер Ил-18В Ташкентского ОАО предприятия «Аэрофлот» завершал регулярный пассажирский рейс SU-5003 по маршруту Ташкент — Нукус — Минеральные Воды, но при заходе на посадку в аэропорту Минеральные Воды лайнер прервал заход на посадку и ушёл на второй круг. Из-за резкого манёвра самолёт на малой высоте потерял управление, рухнул на землю близ Минераловодского аэропорта и разрушился. Из находившихся на его борту 98 человек — 92 пассажиров и 6 членов экипажа, погибли 77 человек, выжил 21.
Катастрофа рейса 5003 стала крупнейшей авиационной катастрофой в Ставропольском крае.

## Самолёт
Ил-18В с бортовым номером CCCP-75520 (заводской — 183006703, серийный — 067-03) был выпущен ММЗ «Знамя Труда» в 1963 году и передан Главному управлению гражданского воздушного флота, которое направило его в Ташкентский авиаотряд Узбекского управления гражданской авиации. Конкретные даты требуют уточнения, так как в одних источниках указано, что он был выпущен 19 ноября, однако в других указано, что эксплуатация началась 3 ноября. Салон самолёта имел вместимость на 89 мест. На момент катастрофы 14-летний авиалайнер имел 29 443 часа налёта и 10 817 посадок.

## Экипаж
Состав экипажа рейса SU-5003 был из 203-го лётного отряда Ташкентского ОАО, в состав которого входили 6 человек:
- Командир воздушного судна (КВС) — Николай Андреевич Коваленко;
- Второй пилот — Борис Викторович Поляков;
- Штурман — Анатолий Павлович Вишневецкий;
- Бортмеханик — Николай Иванович Сорокин;

В салоне самолёта работали два бортпроводника:
- Юрий Ремович Коновалов;
- Нора Кабировна Богапова.

## Хронология событий
15 февраля 1977 года в 22:19 местного времени (20:19 МСК) рейс 5003 вылетел из аэропорта Нукус, его выполнял Ил-18В борт СССР-75520, летящий из Ташкента в Минеральные Воды с промежуточной остановкой в Нукусе. На его борту находились 98 человек: 92 пассажира (88 взрослых и 4 ребёнка) и 6 членов экипажа.
В Минеральных Водах небо в это время было затянуто слоистой облачностью с нижней границей менее 100 метров, был туман и гололёд, а видимость составляла от 1020 до 1180 метров. При подлёте к аэропорту экипаж регулярно получал сведения о погоде, которая соответствовала минимуму КВС.

### Катастрофа
Самолёт заходил на посадку по курсу 117°. При выходе на предпосадочную прямую экипаж полностью выпустил закрылки и снизил скорость с 290 до 260 км/ч. Поначалу всё проходило в норме, но при пролёте БПРМ экипаж сосредоточился на поиске земных ориентиров и отвлёкся от приборов, в связи с чем не заметил, что самолёт начало уводить вправо. В 1,5 километрах от полосы Ил-18 отклонился вправо уже на 20 метров, поэтому пилоты изменили курс до 127°, но не успели вовремя ликвидировать крен, поэтому самолёт оказался уже в 80—100 метрах левее оси. В такой ситуации командир принял решение прекратить заход на посадку и уходить на второй круг.
Но вместо набора высоты 300 метров по прямой по стандартному давлению, самолёт в 80—90 метрах над землёй начал выполнять правый разворот, при этом теряя высоту, чем вызвал панику среди работников аэропорта, в частности АТБ, пролетев буквально над головами и едва не задев емкости с ГСМ. С выключенными фарами и с правым креном 10—30° Ил-18 пролетел по курсу 202° над перроном, зданием АТБ и складом ГСМ, при этом поворачивая вправо.
Пилотам удалось прекратить этот поворот, и они попытались набрать высоту, но в 23:17:44, летя со скоростью 285 км/ч по курсу 216° и с левым креном 5—8°, самолёт ударился о землю левым крылом в 2 километрах южнее полосы. От удара стойки шасси выпали из ниш, после чего левая тут же сломалась. Катясь по земле на правой стойке, Ил-18 начал разворачиваться влево, а через 380 метров он, под углом 15-20° курсом 70°, врезался правой стойкой в насыпь однопутной железной дороги, перелетел её и упал на землю курсом примерно 110°, после чего разрушился и загорелся. Обломки разбросало по территории 440 на 40 метров, киль самолета был виден с дороги Ростов-Баку (был вывезен в апреле, после того как просох грунт в районе катастрофы). В катастрофе погибли КВС Н. А. Коваленко и 76 пассажиров, в том числе 3 ребёнка.

## Причины
По данным следствия, когда командир принял решение уходить на второй круг, то он также дал команду установить режим двигателей на взлётный, что бортмеханик и выполнил. Одновременно пилоты начали убирать шасси. Далее командир начал поворачивать самолёт вправо (несмотря на то, что карты предписывали при заходе на курс 117° только левый круг и выдерживание 600 метров по стандартному давлению), переведя его в крен 4—5°, что привело к увеличению курса. Скорость достигла 270 км/ч, после чего на высоте 120—130 метров экипаж убрал закрылки, но не постепенно, а сразу в один приём. Из-за этого возникла характерная просадка самолёта, поэтому командир для прекращения снижения резко потянул штурвал на себя. Из-за этого самолёт поднял нос вверх под углом 11°, что привело к перегрузке в 1,64 g. Из-за такой перегрузки самолёт вышел на закритические углы атаки, достигшие 15—18°, из-за чего, в свою очередь, за 4 секунды высота снизилась с 120 до 80 метров. При этом возросло лобовое сопротивление, упали аэродинамические качества самолёта и исчез избыток тяги. На крыльях возникли явления, близкие к срыву потока, которые уменьшили устойчивость планера и заметно снизили эффективность элеронов. Несмотря на отклонение штурвала влево, самолёт теперь почти не слушался элеронов и продолжал крениться вправо, при этом изменив курс со 165 до 205° всего за 8 секунд, то есть ориентировочный крен был в этот момент около 35°. Работающие на взлётном режиме двигатели только способствовали этому развороту.
Поняв, что авиалайнер перестал слушаться рулей, снижается и продолжает поворачивать, командир сразу отдал штурвал от себя, благодаря чему самолёт вышел на лётные углы атаки, после чего начал поворачивать влево, так как элероны продолжали находиться в этот момент отклонёнными для создания левого крена. Самолёт продолжал снижаться, поэтому командир потянул штурвал на себя, чтобы вновь набрать высоту. Однако необходимого запаса высоты для выравнивания самолёта уже не оставалось. Ил-18 врезался крылом в землю, а затем в железнодорожную насыпь, перелетел через неё на другую сторону, развернулся на 90 градусов влево, разрушился и сгорел.